# Далекосхідні ігри
Далекосхідні ігри (англ. Far Eastern Championship Games або коротко Far East Games) — азійські спортивні змагання, які вважаються одним з попередників Азійських ігор.

## Історія
У 1912 році Е. С. Браун, голова Філіппінської атлетичної асоціації, запропонував організувати «Далекосхідні Олімпійські ігри» за участю Китаю і Японії. Тодішній генерал-губернатор Філіппін Вільям Кемерон Форбс, що був президентом Філіппінської аматорської атлетичної асоціації, організував Далекосхідну олімпійську асоціацію, і 4 лютого 1913 року в Манілі відкрилися Перші Далекосхідні Олімпійські ігри. У цих восьмиденних змаганнях взяли участь шість країн: Філіппіни, Китайська Республіка, Японська імперія, Британська Східна Індія (сучасна Малайзія), королівство Таїланд і британська коронна колонія Гонконг.
У 1915 році, під час других Ігор у Шанхаї, назва змагань було змінено на «Далекосхідні гри», а Асоціацію — на «Далекосхідна атлетична асоціація». Після цього Ігри проводилися кожні два роки аж до 1929 року, коли Японія, яка повинна була прийняти у себе чергові Ігри, вирішила відкласти подію до 1930 року. Після цього Далекосхідна атлетична асоціація вирішила змінити графік проведення Ігор з дворічного на чотирирічний, і X Ігри відбулися в 1934 році. У 1934 році склад учасників розширився: в Іграх взяла участь Голландська Ост-Індія (сучасна Індонезія).
У 1937 році почалася японсько-китайська війна, що перейшла у Другу світову війну, і тому намічені на 1938 рік XI Гри так і не відбулися.

## Список Ігор

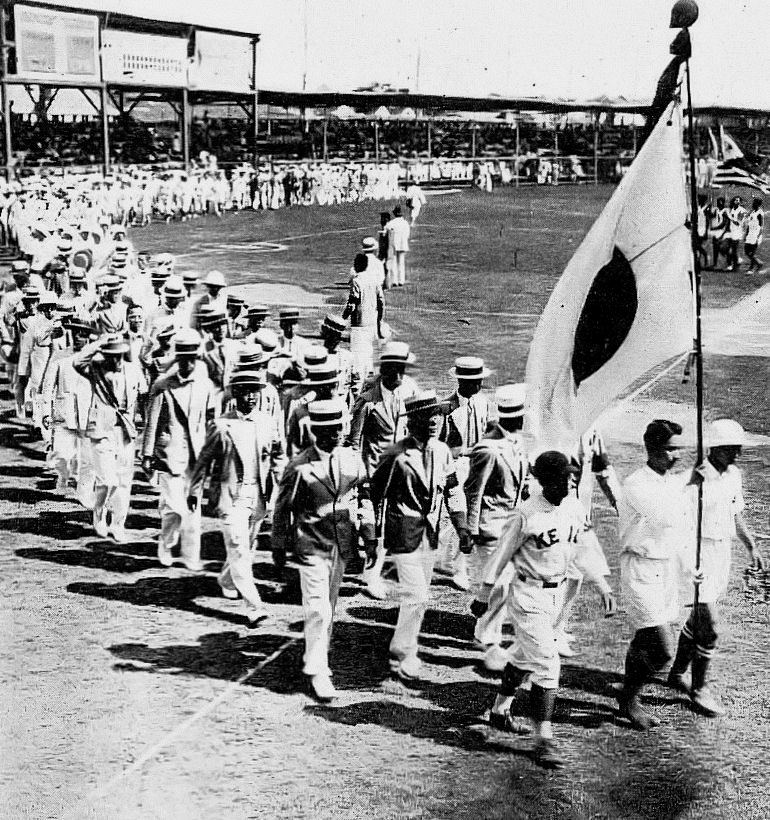
Японська делегація на іграх 1927 року

| Рік  | Ігри | Місто             |
| ---- | ---- | ----------------- |
| 1913 | I    | Маніла            |
| 1915 | II   | Шанхай            |
| 1917 | III  | Токіо             |
| 1919 | IV   | Маніла            |
| 1921 | V    | Шанхай            |
| 1923 | VI   | Осака             |
| 1925 | VII  | Маніла            |
| 1927 | VIII | Шанхай            |
| 1930 | IX   | Осака             |
| 1934 | X    | Маніла            |
| 1938 | XI   | Осака (відмінено) |